# Yane Marques
Yane Márcia Campos da Fonseca Marques (* 7. Januar 1984 in Afogados da Ingazeira) ist eine brasilianische Pentathletin.

## Karriere
Yane Marques nahm dreimal an Olympischen Spielen teil. 2008 in London erreichte sie den 18. Platz. Vier Jahre darauf gewann sie in London die Bronzemedaille. Bei den Olympischen Spielen in Rio de Janeiro 2016 wurde sie in einer öffentlichen Umfrage zur Flaggenträgerin der brasilianischen Delegation bei der Eröffnungsfeier gewählt. Die Spiele beendete sie auf dem 23. Platz.
Bei Weltmeisterschaften gewann sie im Einzel bislang zwei Medaillen. 2013 wurde sie Vizeweltmeisterin, 2015 sicherte sie sich Bronze. Großen Erfolg feierte sie auch bei den Panamerikanischen Spielen. 2007 gewann sie Gold, 2011 Silber und 2015 nochmals Gold.
Sie ist verheiratet mit dem Pentathleten Aloísio Sandes.